# Freycinetia coriacea
Freycinetia coriacea är en enhjärtbladig växtart som beskrevs av Otto Warburg. Freycinetia coriacea ingår i släktet Freycinetia och familjen Pandanaceae.
Artens utbredningsområde är Nya Kaledonien. Inga underarter finns listade.